# Ніколаєвка (Синжерейський район)
Ніколаєвка (рум. Nicolaevca) — село у Синжерейському районі Молдови. Входить до складу комуни, адміністративним центром якої є село Кішкерень.

## Населення
За даними перепису населення 2004 року у селі проживали 319 осіб.
Національний склад населення села:
| Національність | Кількість осіб | Відсоток |
| -------------- | -------------- | -------- |
| українці       | 230            | 72,1%    |
| молдавани      | 81             | 25,4%    |
| росіяни        | 6              | 1,9%     |
| болгари        | 1              | 0,3%     |
| поляки         | 1              | 0,3%     |
| Всього         | 319            | 100%     |